# Midden-Saksisch voetbalkampioenschap 1926/27
In 1926/27 werd het 22ste voetbalkampioenschap van Midden-Saksen gespeeld, dat georganiseerd werd door de Midden-Duitse voetbalbond. Chemnitzer BC werd kampioen en plaatste zich voor de Midden-Duitse eindronde. De club versloeg Weißenfelser FV Schwarz-Gelb 1903 en Dresdner SC en plaatste zich voor de finale die met 4:0 verloren werd van VfB Leipzig.

## Gauliga
| Plaats | Club                        | Wed. | W  | G | V  | Saldo | Ptn.  |
| ------ | --------------------------- | ---- | -- | - | -- | ----- | ----- |
| 1.     | Chemnitzer BC 99            | 18   | 15 | 2 | 1  | 75:20 | 32:4  |
| 2.     | SV Sturm 04 Chemnitz        | 18   | 14 | 0 | 4  | 73:32 | 28:8  |
| 3.     | SV Wacker Chemnitz          | 18   | 9  | 2 | 7  | 36:39 | 20:16 |
| 4.     | FC Preußen Chemnitz         | 18   | 8  | 3 | 7  | 54:43 | 19:17 |
| 5.     | SC 1913 Harthau             | 18   | 8  | 1 | 9  | 42:45 | 17:19 |
| 6.     | SC Hellas/Germania Chemnitz | 18   | 7  | 2 | 9  | 36:39 | 16:20 |
| 7.     | PSV 1921 Chemnitz           | 18   | 7  | 2 | 9  | 43:63 | 16:20 |
| 8.     | SC National 1900 Chemnitz   | 18   | 7  | 1 | 10 | 43:64 | 15:21 |
| 9.     | SV Teutonia 1901 Chemnitz   | 18   | 5  | 3 | 10 | 33:64 | 13:23 |
| 10.    | VfB 01 Chemnitz             | 18   | 2  | 0 | 16 | 19:63 | 4:32  |

|  | Kampioen, geplaatst voor Midden-Duitse eindronde |
|  | Degradatie                                       |